# Liste des conseillers départementaux de l'Eure
Pour un article plus général, voir Conseil départemental de l'Eure.

## Assemblée départementale issue des élections de 2015
Les élections départementales françaises de 2015 ont eu lieu les 22 et 29 mars 2015 afin d'élire l'intégralité des conseillers départementaux, pour la première fois au scrutin binominal majoritaire.

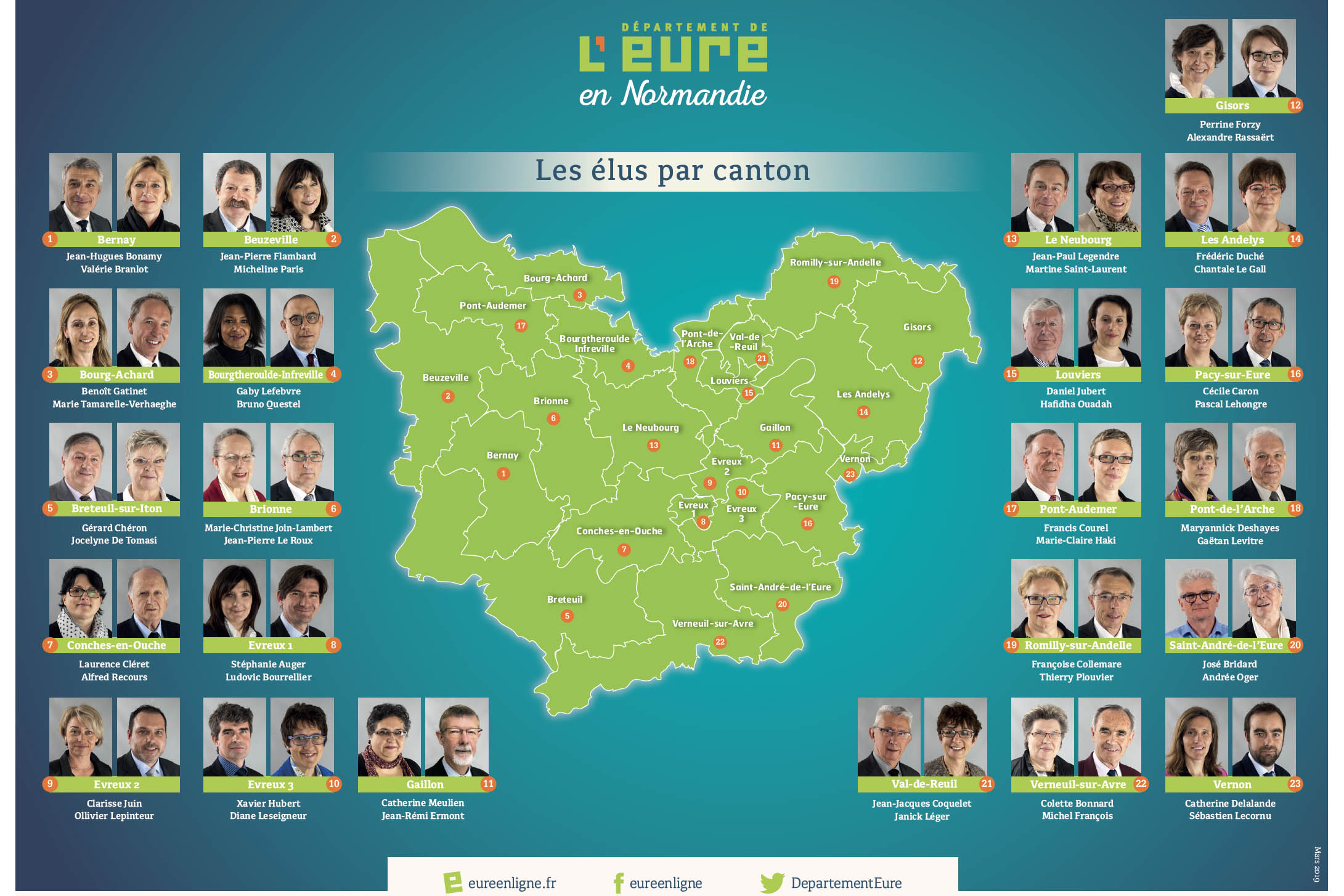
Les conseillers départementaux - 2015-2021.

À compter de ce scrutin, les « élections départementales » et les « conseils départementaux » remplacent les « élections cantonales » et les « conseils généraux ».

### Conseillers par canton
| Canton                    | 2015-2021                    | Parti | Parti   | 2021-2027                 | Parti | Parti |
| ------------------------- | ---------------------------- | ----- | ------- | ------------------------- | ----- | ----- |
| Les Andelys               | Frédéric Duché               |       | LR      | Frédéric Duché            |       | LR    |
| Les Andelys               | Chantale Le Gall             |       | DVD     | Chantale Le Gall          |       | DVD   |
| Bernay                    | Jean-Hugues Bonamy           |       | UDI     | Nicolas Gravelle          |       | DVD   |
| Bernay                    | Valérie Branlot              |       | DVD     | Marie-Lyne Vagner         |       | DVD   |
| Beuzeville                | Jean-Pierre Flambard         |       | DVG     | Thomas Elexhauser         |       | DVD   |
| Beuzeville                | Micheline Paris              |       | LREM    | Micheline Paris           |       | DVD   |
| Bourg-Achard              | Benoît Gatinet               |       | UDI     | Sylvain Bonafent          |       | DVC   |
| Bourg-Achard              | Marie Tamarelle-Verhaeghe    |       | LREM    | Marie Tamarelle-Verhaeghe |       | LREM  |
| Grand Bourgtheroulde      | Gaby Lefebvre                |       | LREM    | Nathalie Betton           |       | DVG   |
| Grand Bourgtheroulde      | Bruno Questel                |       | LREM    | Michaël Ono-dit-Biot      |       | PS    |
| Breteuil                  | Gérard Chéron                |       | LR      | Gérard Chéron             |       | LR    |
| Breteuil                  | Jocelyne de Tomasi           |       | UDI     | Jocelyne de Tomasi        |       | UDI   |
| Brionne                   | Marie-Christine Join-Lambert |       | LR      | Myriam Duteil             |       | DVC   |
| Brionne                   | Jean-Pierre Le Roux          |       | LREM    | Jean-Pierre Le Roux       |       | LREM  |
| Conches-en-Ouche          | Laurence Cléret              |       | DVG     | Claire Lacampagne         |       | DVD   |
| Conches-en-Ouche          | Alfred Recours               |       | LREM    | Marcel Sapowicz           |       | DVD   |
| Évreux-1                  | Stéphanie Auger              |       | LR      | Stéphanie Auger           |       | LR    |
| Évreux-1                  | Ludovic Bourrellier          |       | Agir    | Manuel Ordonez            |       | DVD   |
| Évreux-2                  | Clarisse Juin                |       | UDI     | Karène Beauvillard        |       | LR    |
| Évreux-2                  | Ollivier Lepinteur           |       | LREM-MR | Nicolas Gavard-Gongallud  |       | DVD   |
| Évreux-3                  | Xavier Hubert                |       | DVD     | Xavier Hubert             |       | DVD   |
| Évreux-3                  | Diane Leseigneur             |       | LR      | Diane Leseigneur          |       | LR    |
| Gaillon                   | Catherine Meulien            |       | PS      | Liliane Bourgeois         |       | DVD   |
| Gaillon                   | Jean-Rémi Ermont             |       | DVG     | Christophe Chambon        |       | DVC   |
| Gisors                    | Perrine Forzy                |       | UDI     | Angèle Delaplace          |       | DVD   |
| Gisors                    | Alexandre Rassaërt           |       | LR      | Alexandre Rassaërt        |       | LR    |
| Louviers                  | Daniel Jubert                |       | LR      | Daniel Jubert             |       | LR    |
| Louviers                  | Hafidha Ouadah               |       | LREM    | Anne Terlez               |       | MoDem |
| Le Neubourg               | Jean-Paul Legendre           |       | LR      | Jean-Paul Legendre        |       | LR    |
| Le Neubourg               | Martine Saint-Laurent        |       | DVD     | Martine Saint-Laurent     |       | DVD   |
| Pacy-sur-Eure             | Cécile Caron                 |       | LR      | Cécile Caron              |       | LR    |
| Pacy-sur-Eure             | Pascal Lehongre              |       | DVD     | Pascal Lehongre           |       | DVD   |
| Pont-Audemer              | Francis Courel               |       | DVG     | Francis Courel            |       | DVG   |
| Pont-Audemer              | Marie-Claire Haki            |       | PS      | Florence Gautier          |       | DVG   |
| Pont-de-l'Arche           | Maryannick Deshayes          |       | EÉLV    | Maryannick Deshayes       |       | EÉLV  |
| Pont-de-l'Arche           | Gaëtan Levitre               |       | PCF     | Arnaud Levitre            |       | PCF   |
| Romilly-sur-Andelle       | Françoise Collemare          |       | LR      | Françoise Collemare       |       | LR    |
| Romilly-sur-Andelle       | Thierry Plouvier             |       | LR      | Thierry Plouvier          |       | LR    |
| Saint-André-de-l'Eure     | José Bridard                 |       | PCF     | Sylvain Boreggio          |       | LR    |
| Saint-André-de-l'Eure     | Andrée Oger                  |       | PCF     | Julie Desplat             |       | DVD   |
| Val-de-Reuil              | Jean-Jacques Coquelet        |       | PS      | Marc-Antoine Jamet        |       | PS    |
| Val-de-Reuil              | Janick Leger                 |       | PS      | Janick Leger              |       | PS    |
| Verneuil d'Avre et d'Iton | Colette Bonnard              |       | DVD     | Colette Bonnard           |       | DVD   |
| Verneuil d'Avre et d'Iton | Michel Francois              |       | LR      | Michel Francois           |       | LR    |
| Vernon                    | Catherine Delalande          |       | LR      | Catherine Delalande       |       | DVD   |
| Vernon                    | Sébastien Lecornu            |       | LREM    | Sébastien Lecornu         |       | LREM  |

## Historique de l'assemblée précédente

### Composition politique du conseil général de l'Eure avant réforme de 2015
| Parti                                | Sigle | Élus |
| ------------------------------------ | ----- | ---- |
| Majorité (24 sièges)                 |       |      |
| Parti communiste français            | PCF   | 4    |
| Parti socialiste                     | PS    | 13   |
| Parti radical de gauche              | PRG   | 2    |
| Divers gauche                        | DVG   | 5    |
| Opposition (19 sièges)               |       |      |
| Union des démocrates et indépendants | UDI   | 4    |
| Divers droite                        | DVD   | 3    |
| Union pour un mouvement populaire    | UMP   | 12   |
| Président du Conseil départemental   |       |      |
| Jean-Louis Destans (PS)              |       |      |

### Assemblée des conseillers généraux de l'Eure avant 2015
| Canton                              | Circ. | Conseiller départemental | Etiquette | Série |
| Arrondissement des Andelys          |       |                          |           |       |
| Canton des Andelys                  | 5     | Frédéric Duché           | UMP       | 2011  |
| Canton d'Écos                       | 5     | Michel Jouyet            | UMP       | 2011  |
| Canton d'Étrépagny                  | 5     | Pierre Beaufils          | UMP       | 2011  |
| Canton de Fleury-sur-Andelle        | 5     | Jacques Poletti          | PS        | 2008  |
| Canton de Gaillon                   | 4     | Jean-Luc Recher          | DVG       | 2011  |
| Canton de Gaillon-Campagne          | 4     | Jean-Rémi Ermont         | DVG       | 2008  |
| Canton de Gisors                    | 5     | Marcel Larmanou          | PCF       | 2008  |
| Canton de Louviers-Nord             | 4     | Leslie Cléret            | PS        | 2011  |
| Canton de Louviers-Sud              | 4     | Guy Auzoux               | UDI       | 2008  |
| Canton de Lyons-la-Forêt            | 5     | Thierry Plouvier         | UMP       | 2008  |
| Canton de Pont-de-l'Arche           | 4     | Gaëtan Levitre           | PCF       | 2011  |
| Canton de Val-de-Reuil              | 4     | Janick Léger-Lesoeur     | PS        | 2008  |
| Arrondissement de Bernay            |       |                          |           |       |
| Canton d'Amfreville-la-Campagne     | 4     | Daniel Leho              | DVG       | 2011  |
| Canton de Beaumesnil                | 3     | Marc Vampa               | UDI       | 2011  |
| Canton de Beaumont-le-Roger         | 2     | Jackie Desrues           | PS        | 2011  |
| Canton de Bernay-Est                | 3     | Lionel Prevost           | PS        | 2011  |
| Canton de Bernay-Ouest              | 3     | Jean-Hugues Bonamy       | UDI       | 2011  |
| Canton de Beuzeville                | 3     | Jean-Pierre Flambard     | PS        | 2011  |
| Canton de Bourgtheroulde-Infreville | 4     | Bruno Questel            | DVG       | 2011  |
| Canton de Brionne                   | 2     | Gérard Grimault          | PCF       | 2008  |
| Canton de Broglie                   | 3     | Didier Malcava           | DVD       | 2008  |
| Canton de Cormeilles                | 3     | Hervé Morin              | UDI       | 2011  |
| Canton de Montfort-sur-Risle        | 3     | Francis Courel           | PS        | 2011  |
| Canton de Pont-Audemer              | 3     | Jean-Louis Destans       | PS        | 2008  |
| Canton de Quillebeuf-sur-Seine      | 3     | Ladislas Poniatowski     | UMP       | 2008  |
| Canton de Routot                    | 3     | Bernard Christophe       | PS        | 2008  |
| Canton de Saint-Georges-du-Vièvre   | 3     | Alain Huard              | PS        | 2008  |
| Canton de Thiberville               | 3     | Guy Paris                | DVD       | 2008  |
| Arrondissement d'Evreux             |       |                          |           |       |
| Canton de Breteuil                  | 1     | Gérard Chéron            | UMP       | 2011  |
| Canton de Conches-en-Ouche          | 2     | Alfred Recours           | PS        | 2011  |
| Canton de Damville                  | 1     | Françoise Charpentier    | UMP       | 2011  |
| Canton d'Évreux-Est                 | 1     | Anne Mansouret           | PRG       | 2008  |
| Canton d'Évreux-Nord                | 2     | Claude Béhar             | PRG       | 2011  |
| Canton d'Évreux-Ouest               | 2     | Gérard Silighini         | PS        | 2011  |
| Canton d'Évreux-Sud                 | 1     | Michel Champredon        | DVG       | 2008  |
| Canton du Neubourg                  | 2     | Jean-Paul Legendre       | UMP       | 2008  |
| Canton de Nonancourt                | 1     | Joël Hervieu             | UMP       | 2011  |
| Canton de Pacy-sur-Eure             | 1     | Pascal Lehongre          | UMP       | 2011  |
| Canton de Rugles                    | 2     | Patrick Verdavoine       | PS        | 2008  |
| Canton de Saint-André-de-l'Eure     | 1     | Andrée Oger              | PCF       | 2008  |
| Canton de Verneuil-sur-Avre         | 1     | Louis Petiet             | UMP       | 2008  |
| Canton de Vernon-Nord               | 5     | Gérard Volpatti          | DVD       | 2008  |
| Canton de Vernon-Sud                | 5     | Claude Lacout            | UMP       | 2008  |